# Lysimachia azorica
Lysimachia azorica är en viveväxtart som beskrevs av Jens Wilken Hornemann och William Jackson Hooker. Lysimachia azorica ingår i släktet lysingar, och familjen viveväxter. Inga underarter finns listade i Catalogue of Life.

## Bildgalleri

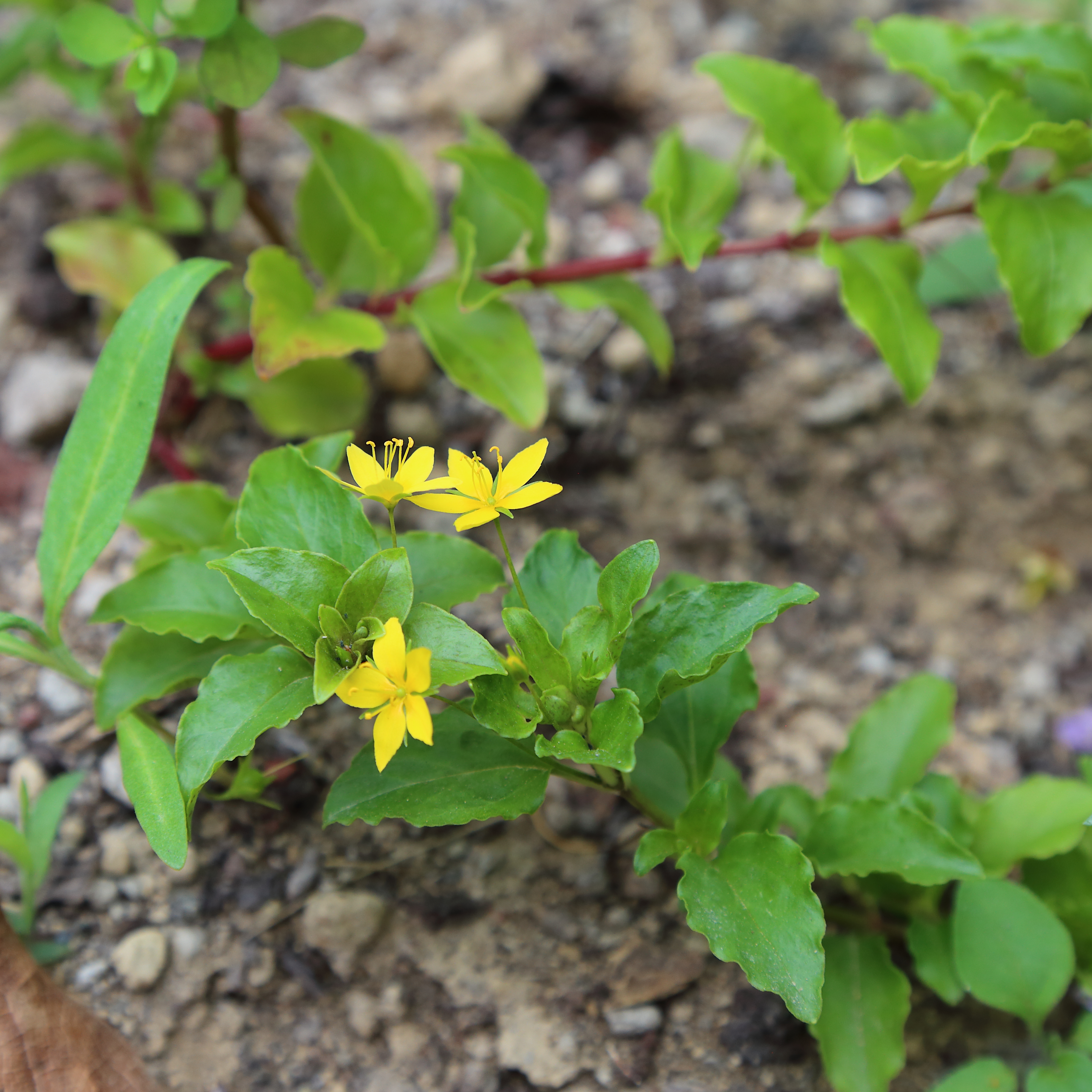
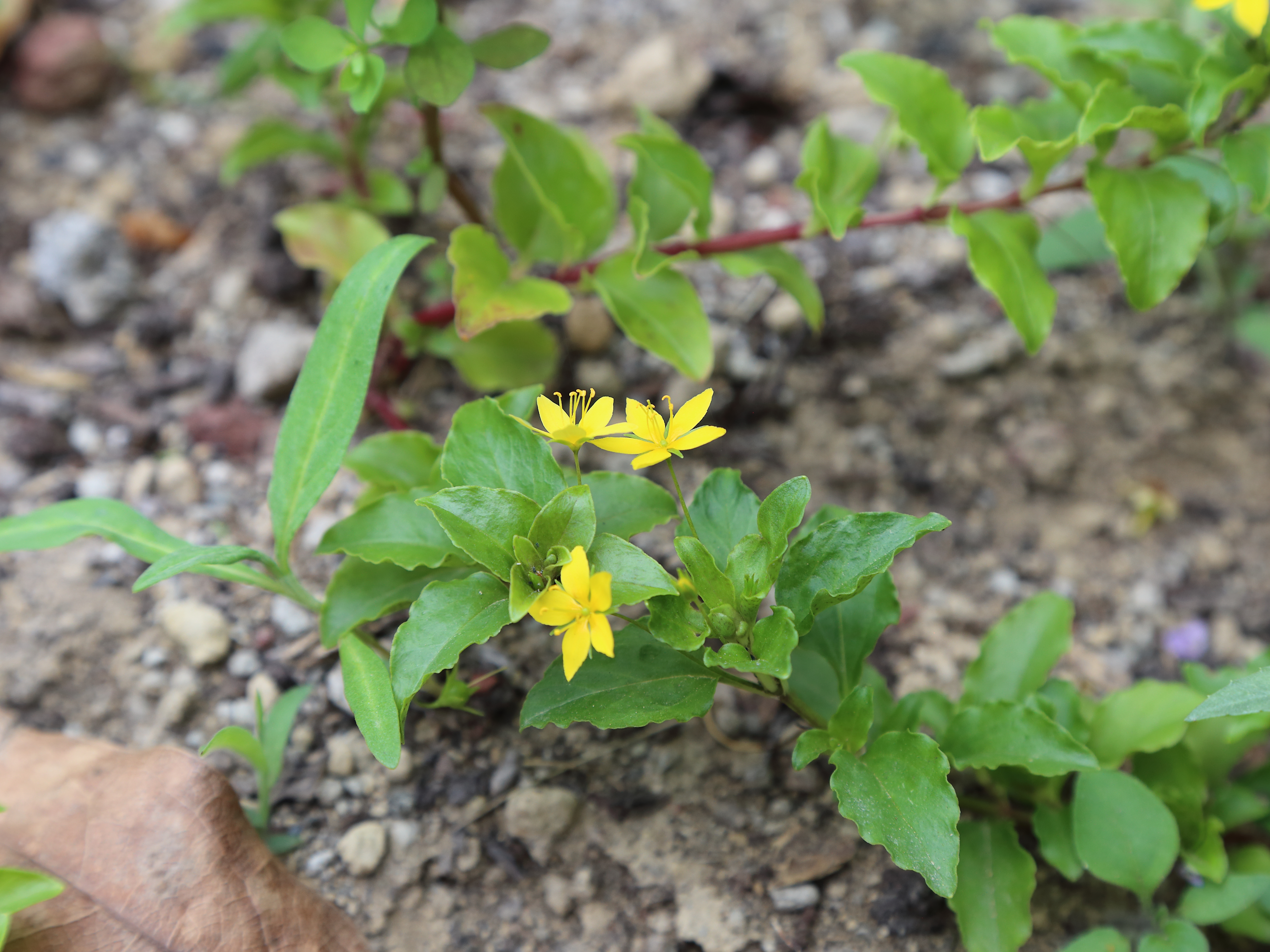
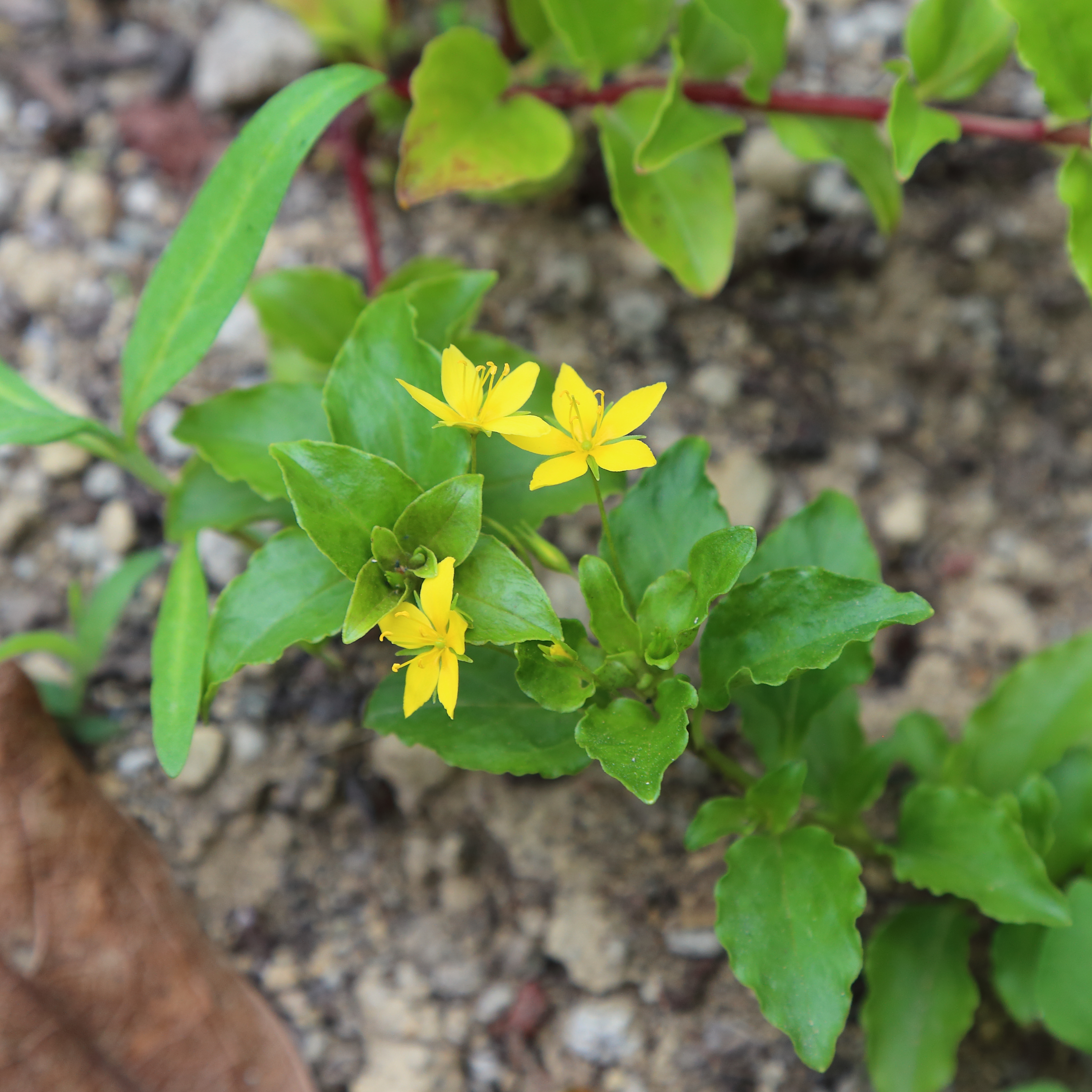